# 那加東野町
那加東野町（なかひがしのちょう）は、岐阜県各務原市の地名。現行行政町名は那加東野町一丁目、二丁目。

## 地理
各務原市の那加地区に属する。町域の東部は蘇原瑞穂町、蘇原大島町、西部は那加前野町、那加御屋敷町、南部は那加前洞新町、北部は那加山崎町、那加西市場町に接する。
町域の北部には境川、新境川が流れ、境川と新境川の分流点がある。
地名は那加前洞町の小字の「東野」に因む。
道路
- 県道205号長森各務原線
- 那加中通り
- さくら通り

## 歴史
1979年（昭和54年）1月20日、この地域で区画整理が行われ、那加前洞町の一部、那加西市場町の一部、蘇原大島町の一部をもって那加東野町が成立。

## 世帯数と人口
2024年（令和6年）10月1日現在の世帯数と人口は以下の通りである。
| 丁目             | 世帯数 | 人口  |
| ---------------- | ------ | ----- |
| 那加東野町一丁目 | 30世帯 | 79人  |
| 那加東野町二丁目 | 11世帯 | 30人  |
| 計               | 41世帯 | 109人 |

## 小・中学校の学区
市立小・中学校に通う場合、学区は以下の通りとなる。
| 番・番地等 | 小学校                   | 中学校               |
| ---------- | ------------------------ | -------------------- |
| 全域       | 各務原市立那加第一小学校 | 各務原市立那加中学校 |